# 小平市立小平第十一小学校
小平市立小平第十一小学校（こだいらしりつこだいらだいじゅういちしょうがっこう）は、東京都小平市花小金井にある公立小学校。2024年4月時点の児童数は679名。

## 沿革

### 年表
出典
- 1967年（昭和42年）
  - 5月15日：小平市立小平第十一小学校開校
  - 5月16日：開校式挙行、同日を開校記念日と定める
  - 6月：第二期工事完成（普通教室、2階昇降口）
- 1969年（昭和44年）8月：プール完成
- 1970年（昭和45年）
  - 5月：第三期工事完成（普通教室6、職員室、音楽室、保健室他）
  - 11月：校章旗、校歌制定、市研究推進校発表（国語）
- 1973年（昭和48年）9月：第四期工事完成（図工室、家庭科室、理科室、各準備室）
- 1974年（昭和49年）10月：校地拡張 第五期工事完成（体育館）
- 1977年（昭和52年）5月：創立10周年記念式典、校旗の披露
- 1978年（昭和53年）2月：第六期工事完成（普通教室3、図工室、図書室、各準備室）
- 1993年（平成5年）12月：大規模改修工事終了
- 1995年（平成7年）2月：時計塔完成（故 志賀先生寄贈）
- 1996年（平成8年）5月：ボランティア協力校
- 1997年（平成9年）
  - 2月：プール全面改修工事完了
  - 5月：小平市教育研究奨励校
- 1999年（平成11年）
  - 4月：ボランティア推進校
  - 8月：給食室・控室改修工事完了
- 2000年（平成12年）8月：校庭改修工事完了
- 2001年（平成13年）6月：コンピュータ教室設置（児童用コンピュータ5台と教師用1台及びサーバー1台設置）
- 2002年（平成14年）
  - 4月：学童農園実施校の指定を受ける（麦作りをはじめ、全校で農業体験）
  - 9月：デイサービス・高齢者とのふれあい交流開始（第三学年）
- 2003年（平成15年）4月：少人数学習（第1 - 3学年）で開始
- 2004年（平成16年）4月：少人数教室（第2 - 6学年）算科 習熟度別学習開始
- 2005年（平成17年）
  - 4月：小平市教育推進校・協力校（1年目）
  - 5月：教育相談室開設
  - 7月：耐震改修工事（南北校舎・体育館）
- 2006年（平成18年）11月：小平市教育委員会研究協力校 「考える、表現する、学び合う算数学習の展開」研究発表
- 2009年（平成21年）:小平市教育委員会研究推進校（1年次）
- 2010年（平成22年）:小平市教育委員会研究推進校（2年次）、「読み解き、活用する力を育てる －国語科における言語活動の充実を通して－」（国語）研究発表
- 2014年（平成26年）4月：小平市特色ある教育活動推進校（体力向上）
- 2015年（平成27年）4月：小平市研究推進校（体育） 都オリンピック・パラリンピック教育推進校
- 2017年（平成29年）4月：小平市特色ある教育活動推進校（いのちとこころの学習）
- 2018年（平成30年）
  - 3月：東京都・平成29年度子供の体力向上推進優秀校表彰
  - 4月：小平市特色ある教育活動推進校（いのちとこころの学習）、平成30・31年度プログラミング教育推進校
- 2019年（平成31年）4月：コミュニティスクール発足

## 教育目標
- かしこい子 - 自ら学び、考えて行動し、責任をもつ子
- つよい子 - めあてを決めて最後までやりぬく子
- やさしい子 - 友だちと仲良く協力し合う子

出典

## 交通
- 西武新宿線 花小金井駅

## 学区
- 小平市[2]
  - 花小金井2 - 5丁目全域
  - 花小金井8丁目 1、11 - 36
  - 大沼町5丁目19